# マキバサシガメ
マキバサシガメ（牧場刺椿象・牧場刺亀虫）は、カメムシ目・トコジラミ下目・トコジラミ上科・マキバサシガメ科（Nabidae）に分類される昆虫の総称。世界中に分布しており、他の昆虫などを襲う捕食性のカメムシである。
名称や姿が一見似たものにサシガメ科があるが、これは両者の間で形態的収斂が進んだ結果に過ぎず、別の上科に分類される。科の学名の Nabidae はタイプ属の Nabis から。この属名は古代ギリシアのポリス、スパルタの終末期の国政改革を行い、暗殺によって非業の死を遂げた王族出身の僭主（王とみなす事もある）ナビスに由来するとされている。英名“Damsel bug”は「乙女虫」の意。

## 特徴

### 形態
体型は多少なりとも細長く、体長は6〜13mm。一見弱々しい姿のものも多い。体色は茶系統の地味な色彩のものが多いが、少数ながらカラフルなものも知られる。一見似ているサシガメ科と違って頭部を前葉と後葉とに区分する横溝はない。通常よく発達した複眼と2個の単眼を持つ。触角は糸状で、地上性種では体長の半分より短い場合があり、植物上に生活するものでは体長の半分よりもずっと長いことが多い。口吻は腹面に収められている時でも中間部分は体に密着しないため側面から見ると円弧状に湾曲しており、この点は一見サシガメ科に似る。しかしサシガメ科の口吻は3節であるのに対し、マキバサシガメ科では明瞭な4節からなっている。
前脚を捕食用に使い、これをカマキリの鎌のように使って獲物を捕獲して吸汁する。このため前脚が他の脚に比べ発達している傾向がある。翅は原則として4枚あるが、直翅目の一部等と同様、同種内の個体で翅型の分化がみられ、飛翔可能で翅が腹部全体を覆う長翅型から飛翔できない短翅型まで複数の翅型が出現する。さらに短翅型の中にも複数のタイプが認められ、翅脈が完全に消失し痕跡的な翅しか持たないものや、サイズが長翅型の半分強ほどに短縮はしているものの翅脈のある翅を持つものが存在し、同一種内で色々な型が出現することも多い。翅の発達したものには、頻繁に飛翔するものもある。

### 生態
幼虫、成虫ともに捕食性で、自分より小さい昆虫などを捕食する。平地から山地まで色々な環境に生息するが、主に草地や丈の低い植物群落の草本上でよく見られ、樹上に棲むものは少ない。また、その名が示すように人手の入った環境にもしばしば見られるほか、湿地や河原などの環境に特異的に見られる種もある。アシブトマキバサシガメ亜科など地上性の種もあるが、多くの種が植物体上で生活し、そこにいる自分より小型の昆虫類を捕食する。卵はナスの実を逆さにしたような形、もしくはバナナ型で、ナイフ状の産卵管で植物の表面を切り裂いて植物組織内に産卵するのが普通である。この点でも、基物の表面に卵塊を産み付けるサシガメ科と異なっている。

## 人との関係
アブラムシやカスミカメムシ類、メイガの幼虫といった害虫をも捕食するため、人間からは益虫とみなされることがある。しかし原則的には捕食対象の広いジェネラリスト（広食者）であり、特に「害虫」のみを捕食するというわけではなく、他に餌がない場合は共食いをすることもある。ただし、特定の害虫が大量発生していない段階で害虫の個体群規模を一定レベルに抑制する上で、ジェネラリストの捕食者の果たす役割も重視されている。また直接的な関係として、他のカメムシ類にもしばしばあるように偶発的に人間を口吻で刺す例も知られている。

## 分類

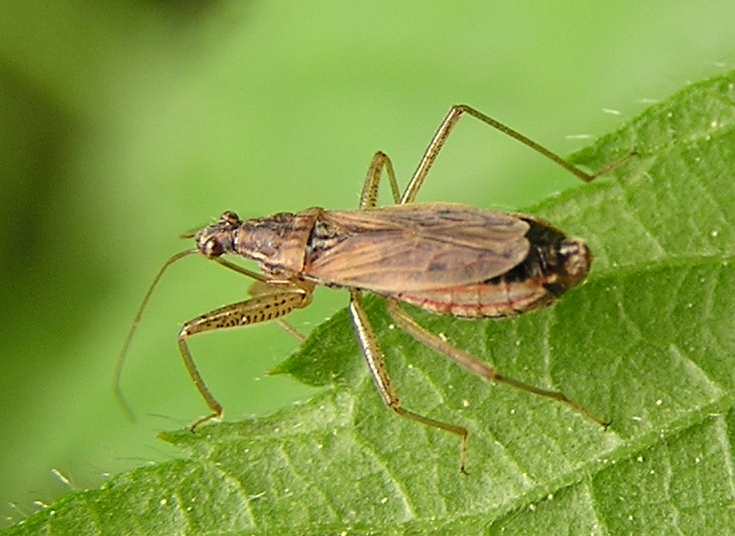
Nabis rugosus (L., 1758)
（マキバサシガメ亜科）--ドイツ

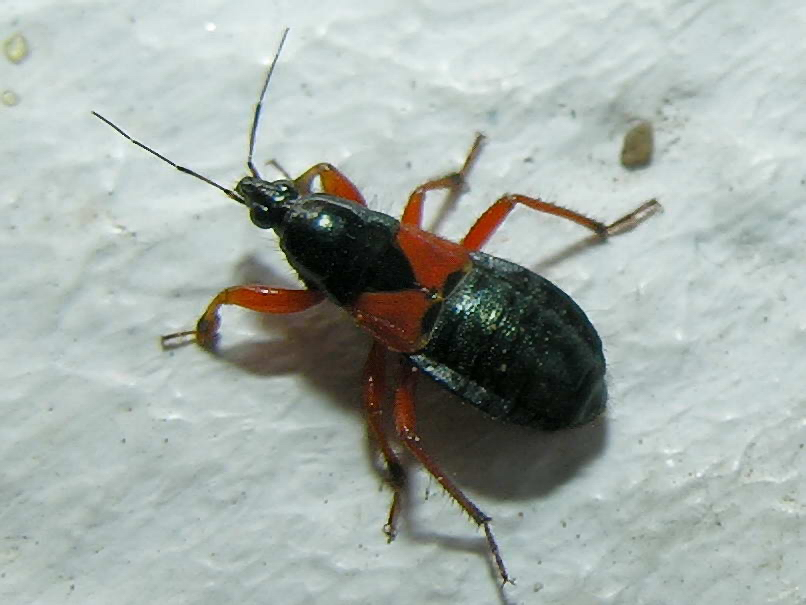
Prostemma cf. guttula (Fabricius, 1787)
（アシブトマキバサシガメ亜科）--スペイン・ガリシア州

一般にはマキバサシガメ亜科とアシブトマキバサシガメ亜科の2亜科に分けられているが、それより下位の属や種・亜種のレベルでは分類がやや難しいため、その扱いが研究者によって異なることがあり、世界中に約21属500種が産するとも、約31属380種が産するとも言われる。一見サシガメ上科のサシガメ科の昆虫に名前も姿も似ており、古くは同じサシガメ科に置かれたこともある。しかし外見上の類似は収斂によるもので、両者には姉妹群のような直接の関係はないと見なされて、別の上科に分類されるようになった。メスに発達した産卵管がみられること等により、ハナカメムシ科、カスミカメムシ科に近縁と考えられている。
Nabinae Reuter, 1890 マキバサシガメ亜科
（下記の族を亜科とする考え方もある）
- Arachnocorini Reuter, 1890
- Carthasini Blatchley, 1926
- Gorpini Reuter, 1909 ベニモンマキバサシガメ族
- Nabini Reuter, 1890 マキバサシガメ族

Prostemminae Reuter, 1890 アシブトマキバサシガメ亜科
- Prostemmatini Reuter, 1890　アシブトマキバサシガメ族
- Phorticini Kerzhner, 1971　チビアシブトマキバサシガメ族

### 日本のマキバサシガメ科
日本にはおよそ8属27種ほどが知られ、その概要を以下に示す。ここでの属などの扱いは原則として『日本産昆虫目録データベース』に従ったが、各亜属を属として扱う立場などもある。各種には分布の概要を略号で示した：北＝北海道、本＝本州、四＝四国、九＝九州、奄＝奄美群島、沖＝沖縄諸島、西＝西表島、台＝台湾である。
- Nabinae Reuter, 1890 マキバサシガメ亜科
  - トゲホソマキバサシガメ　Arbela simplicipes (Poppius, 1914)　石垣島・西・与那国島・台
  - ホソマキバサシガメ　Arbela tabida (Uhler, 1896)	本・九・対馬・屋久島・奄・朝鮮半島・中国
  - アカマキバサシガメ　Gorpis brevilineatus (Scott, 1874)：本・四・九・対・ロシア極東部・韓国・済州島・中国
  - ベニモンマキバサシガメ　Gorpis japonicus Kerzhner, 1968	本・四・九・朝鮮半島・中国北部
  - ハラビロマキバサシガメ　Himacerus apterus (Fabricius, 1798)：北・本・四・九・旧北区
  - クロマキバサシガメ　Himacerus (Stalia) dauricus (Kiritshenko, 1911)	北・本・九・対・千島・ロシア極東部・中国・欧州
  - ミスジマキバサシガメ　Nabis (Dolichonabis)  americolimbatus (Carayon, 1961)：北・中国・モンゴル・ロシア極東部・新北区
  - ハイイロナガマキバサシガメ　Nabis (Limnonabis) demissus (Kerzhner, 1968)：北・本（北部）・モンゴル・ロシア極東部
  - タイワンナガマキバサシガメ　Nabis (Limnonabis) sauteri Poppius, 1915：北・本（北部）・樺太・朝鮮半島・台
  - オオナガマキバサシガメ　Nabis (Limnonabis) ussuriensis (Kerzhner, 1962)：北・本（北部）・ロシア極東部
  - コバネマキバサシガメ　Nabis (Milu) apicalis Matsumura, 1913：北・本・四・九・対
  - エゾマキバサシガメ　Nabis (Milu) reuteri Jakovlev, 1876：日本・ロシア極東部・韓・済州島・中国
  - キベリマキバサシガメ　Nabis (Nabicula) flavomarginatus Scholtz,  1847：北・朝鮮半島・中国・全北区
  - オオマキバサシガメ　Nabis (Nabis) ferus (Linnaeus, 1758)：北・本・中国・旧北区
  - ハネナガマキバサシガメ　Nabis (Nabis) stenoferus Hsiao, 1964：北・本・四・九・対馬・西・朝鮮半島・中国・ロシア極東部
  - ミナミマキバサシガメ　Nabis (Tropiconabis) kinbergii Reuter, 1872：別名ネッタイマキバサシガメ。本・四・九・小笠原・沖・ミクロネシア・豪州・ニュージーランド
  - ツマグロマキバサシガメ　Stenonabis extremus Kerzhner, 1968：北・本（北部）・ロシア極東部　準絶滅危惧（NT）（環境省レッドリスト, 2012）
  - オキナワマキバサシガメ　Stenonabis orientalis (Reuter, 1910) ：沖・石垣・西・フィリピン・ミャンマー
  - セスジマキバサシガメ　Stenonabis uhleri Miyamoto, 1964：本・四・九・奄・沖・台

- Prostemminae Reuter, 1890 アシブトマキバサシガメ亜科
  - キボシアシブトマキバサシガメ　Alloeorhynchus vinulus Stål, 1864：屋久島〜八重山・台・東洋区
  - ホシアシブトマキバサシガメ　Alloeorhynchus sp. 沖・石垣
  - チビアシブトマキバサシガメ　Phorticus affinis Poppius, 1915：石垣・西・台
  - キイロアシブトマキバサシガメ　Phorticus flavescens (Scott, 1880)：本・四・九・西・与那国島
  - アリガタアシブトマキバサシガメ　Phorticus sp. 石垣
  - タイワンアシブトマキバサシガメ　Prostemma fasciatum (Stål, 1873)：奄・沖・八重山・台・中国南部・東洋区
  - アシブトマキバサシガメ　Prostemma hilgendorffi Stein, 1878：北・本・四・九・ロシア東部・朝鮮半島・済州島・中国
  - キバネアシブトマキバサシガメ　Prostemma kiborti Jakovlev, 1889：本・四・九・ロシア極東部・韓国・中国・モンゴル